# 4 de Diciembre (Málaga)
4 de Diciembre, también conocido como García Grana, (136) es uno de los barrios en los que se divide administrativamente la ciudad de Málaga, España que pertenece al distrito Cruz de Humilladero. Geográficamente se encuentra situado en un terreno llano, dentro de la vega baja del Guadalhorce, en el centro de la zona oriental y residencial del distrito. El 4 de Diciembre ha sido presencia de muchas intervenciones policiales, los vecinos han sido testigos de varios registros, asesinatos y heridos en diferentes sucesos ocurridos durante los años. Según la delimitación oficial de barrios del ayuntamiento, limita al norte con el barrio de Carranque; al este y sur con Cruz del Humilladero; y al oeste con Los Palomares.
La barriada nació en 1950 para dar vivienda a los vecinos del asentamiento chabolista del Arroyo del Cuarto, que habían perdido sus casas después de que una gran riada desbordase el arroyo. Los bloques fueron entregados por el entonces alcalde de Málaga, Francisco García Grana. Originalmente, el 4 de Diciembre se componía de tres bloques con planta de bumerang y otros ocho dispuestos en torno a una plaza central, ocupando una parcela cuadrada. Tras un plan de rehabilitación de viviendas estos edificios fueron derribados y sustituidos por nuevas viviendas.
El barrio del 4 de Diciembre cuenta con una superficie de 0,024 km² y según datos del ayuntamiento de Málaga, cuenta con una población aproximada a los 1809 habitantes. El 4 de Diciembre está comunicado al resto de la ciudad mediante la red de autobuses urbanos de la EMT Málaga. La estación de «Barbarela», del Metro de Málaga se encuentra también a escasos metros de distancia.

## Etimología
Existen varias versiones del origen del nombre de la barriada, las dos más conocidos son que se debe al día que fueron entregadas las viviendas o al día en el que ocurrieron las inundaciones. Popularmente también se conoce al 4 de Diciembre como García Grana, debido a que fue el alcalde Francisco García Grana quien entregó las viviendas.

## Historia
Fue construido en 1959 y toma su nombre de la fecha en que fueron entregadas las viviendas, o según otras versiones, por la fecha en que ocurrieron las inundaciones que dejaron sin casa a los futuros vecinos. Anteriormente se componía de tres bloques con planta de búmeran y otros ocho dispuestos en torno a una plaza central, ocupando una parcela cuadrada. Debido a un plan de rehabilitación de viviendas, todos los edificios fueron demolidos y se le proporcionaron nuevas viviendas dentro de la misma parcela a las familias que vivían en la barriada

## Ubicación geográfica
4 de Diciembre se encuentra situado geográficamente en un terreno totalmente llano, dentro de la vega baja del Guadalhorce. Se sitúa en la zona central, dentro de la parte residencial de Cruz de Humilladero. Delimita con los barrios de Carranque, Cruz del Humilladero y Los Palomares.
| Noroeste: Carranque     | Norte: Carranque          | Nordeste: Carranque           |
| Oeste: Los Palomares    |                           | Este: Cruz del Humilladero    |
| Suroeste: Los Palomares | Sur: Cruz del Humilladero | Sureste: Cruz del Humilladero |

### Límites
4 de Diciembre está delimitado al norte por calle Virgen de la Fuensanta, al este por el fin de los bloques de viviendas de la barriada, al sur por calle Fernández Fermina y al oeste por calle Virgen del Pilar.

## Demografía
El barrio contaba en 2020 con una población total de 1809 habitantes.

## Urbanismo
Las viviendas consisten en tres fases con dos grandes edificios cada una y un número de 10 bloques.

## Callejero

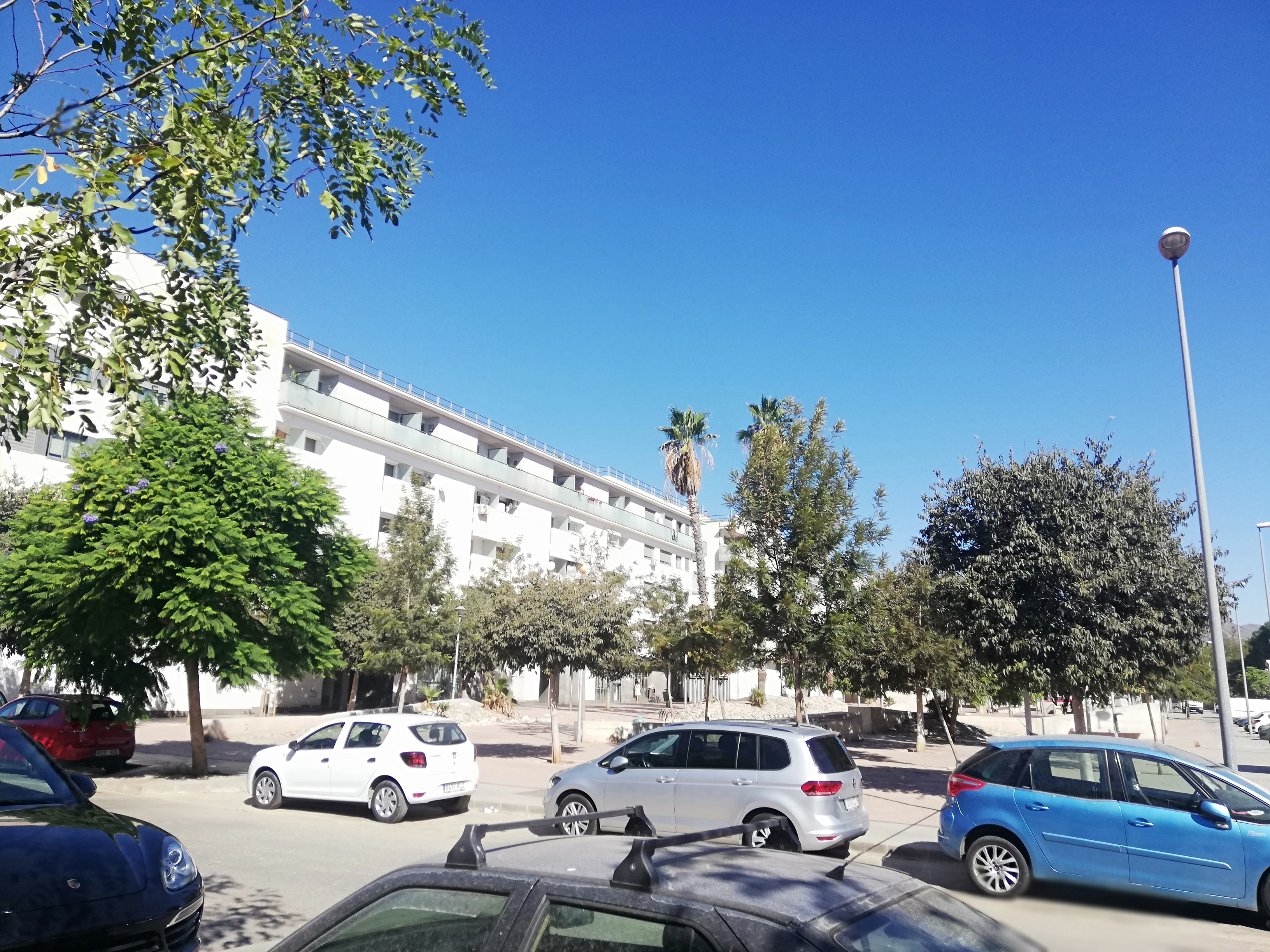
Bloques VPO en el 4 de Diciembre

A diferencia de otros barrios y barriadas de Málaga, el callejero de 4 de Diciembre no sigue ninguna temática, sus principales vías son las calles Virgen de la Fuensanta y Calle Fernández Fermina, las cuales delimitan el barrio por el norte y el sur respectivamente. Debido a su reducido tamaño, la barriada se compone de un pequeño número de calles. Las calles, avenidas y demás vías urbanas del barrio son:
- Calle Albahaca
- Plaza de la Biznaga
- Calle Fernández Fermina
- Calle Virgen de la Fuensanta
- Calle Virgen del Pilar
- Calle Zancara

## Lugares de interés

### El Sonajero
El Sonajero es una farola monumental situada en el centro de la Plaza de la Biznaga, diseñada por Tomás Brioso y fundida por . Entre 1902 y 1959 permaneció en la plaza de la Constitución, formando parte de las típicas postales de Málaga de la primera mitad del siglo XX. Al ser sustituida por la Fuente de las Tres Gitanillas, el alcalde Francisco García Grana la trasladó a este lugar.
Ha habido varios intentos de trasladar la histórica farola de lugar, debido a varios intentos de desvalijamiento y derribo en su actual ubicación.

## Infraestructura

### Centros educativos
Enseñanza primaria:
Ningún centro educativo de enseñanza primaria se encuentra situado en los límites del barrio, los más cercanos son:
- CEIP "Giner de los Ríos"

Enseñanza secundaria:
Ningún centro educativo de enseñanza secundaria se encuentra situado en los límites del barrio, los más cercanos son:
- IES "Salvador Rueda"

### Centros de salud
Ningún centro de salud se encuentra situado en los límites del barrio, los más cercanos son:
- Centro de Salud "Carranque"

El Centro de Especialidad San José Obrero "Barbarela" se encuentra cerca del barrio.

## Transporte

### Autobús urbano
En autobús queda conectado mediante las siguientes líneas de la EMT: Linea 4,19,14.
| Línea | Trayecto                      | Recorrido | Frecuencia |
| ----- | ----------------------------- | --------- | ---------- |
| 14    | Paseo de la Farola - Teatinos | Recorrido | 11 minutos |
| 4     | Paseo Parque -Cortijo Alto    |           |            |